# مرغ گرمسیری
مرغ گرمسیری (نام علمی: Phaethontidae) نام یک تیره از زیررده نوآروارگان است.